# Trifolium abyssinicum
Trifolium abyssinicum är en ärtväxtart som beskrevs av David Heller. Trifolium abyssinicum ingår i släktet klövrar, och familjen ärtväxter. Inga underarter finns listade i Catalogue of Life.